# パノンカメラ商工

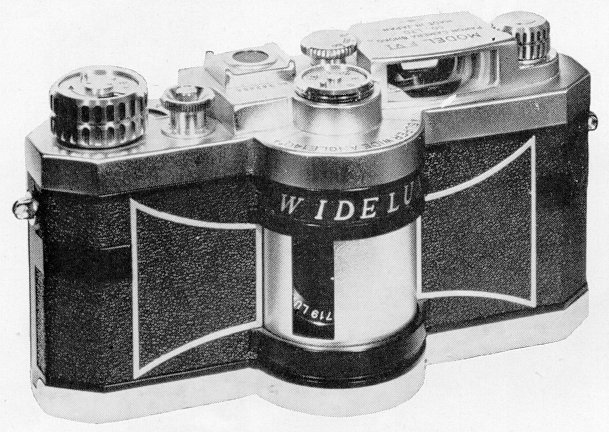
ワイドラックスFVI型

パノンカメラ商工（パノンカメラしょうこう、Panon Camera Shoko Co.Ltd.,）は、1952年頃に中山省三が設立した日本のカメラメーカーである。
シャッターをレリーズするとレンズが首を振り、レンズ後方スリットがフィルム直前を走査する方式で露光するパノラマ・カメラを日本で初めて製造し、そのカメラタイプを専業にしていた。
「パノフィック」を製造した日本パノックスは別会社である。

## 歴史
- 1952年 - 120フィルムを使用し50×112mm判のパノンカメラシリーズを発売した。レンズがなかなか手に入らず市場にある中古レンズを購入して装着し、そのため小西六（現コニカミノルタホールディングス）製ヘキサーの他ライカのズマールを装着したボディーもあるというが、ヘキサーを装着したボディーを小西六の幹部が見て高級レンズヘキサノンの安定供給を受けられるようになった。
- 1954年 - レンズを自社ブランドのパノンレンズに変更した。
- 1958年 - 135フィルムを使用し25×60mm判のワイドラックスFVを皮切りにワイドラックスシリーズに移行した。
- 1987年 - 120フィルムを使用し50×112mm判のワイドラックス1500発売。
- 2005年頃 - 廃業。

## 製品一覧

### 120フィルム使用カメラ
シャッターをレリーズするとレンズが首を振り、レンズ後方スリットがフィルム直前を走査する方式で露光するパノラマ・カメラ。50×112mm判。
- パノンカメラ50A（Panon Camera 50A 、1952年製造） - 新聞社や海上保安庁の要請で製作された。水平140°、105°、70°、30°の写真が撮れる。
- パノンカメラAII（Panon Camera AII 、1952年10月発売） - パノンカメラ50Aを140°専用にして市販したカメラ。レンズはヘキサー50mmF3.5。スリット幅固定で1/2秒、1/50秒、1/200秒の3速。シャッターチャージはレンズを装着した円筒を回して行う。セルフキャッピング。フィルム送りは赤窓式。
- パノンカメラAIII（Panon Camera AIII 、1953年6月発売） - レンズをヘキサノン50mmF2.8に変更した。
- パノンカメラAI（Panon Camera AI 、1954年発売） - レンズをパノン50mmF3.5に変更した。
- ワイドラックス1500（Widelux 1500 、1987年発売） - レンズは自社製ラックス50mmF2.8。

### 135フィルム使用カメラ
シャッターをレリーズするとレンズが首を振り、レンズ後方スリットがフィルム直前を走査する方式で露光するパノラマ・カメラ。24×60mm判。
- ワイドラックスFV（Widelux FV、1958年発売 ）
- ワイドラックスFVI（Widelux FVI、1964年発売 ）
- ワイドラックスF6（Widelux F6 ）
- ワイドラックスF6B（Widelux F6B ）
- ワイドラックスF7（Widelux F7、1975年発売 ）
- ワイドラックスF8（Widelux F8、1988年発売） - レンズはラックス26mmF2.8を装着。焦点は約5mに固定されており、F8まで絞り込むと0.8mから無限遠までのパンフォーカスとなる。